# William Gray
William Gray, voluit William Herbert Gray III (Baton Rouge, 20 augustus 1941 – Londen, 1 juli 2013) was een Amerikaans predikant, politicus, zakenman en lobbyist.

## Levensloop

### Jeugd en Studie
Gray werd geboren in Baton Rouge, Louisiana, en groeide op in St. Augustine, Florida, waar zijn vader aan het hoofd stond van het Florida Normal College (later Florida Memorial College). Zijn verdere jeugd bracht hij door in Pennsylvania, eerst in het noordelijke stadsdeel van Philadelphia waar hij slaagde voor de highschool.
In 1963 behaalde hij zijn bachelorsgraad aan het Franklin and Marshall College in Lancaster, ook in Philadelphia. Daarna behaalde hij twee mastergraden in theologie: in 1966 aan het Drew Theological Seminary en in 1970 aan Princeton Theological Seminary.

### Loopbaan
In 1972 volgde hij zijn vader op als hoofdpredikant van de Bright Hope Baptist Church in Philadelphia. Deze functie hield hij tijdens zijn verdere loopbaan aan totdat hij hem neerlegde in 2007.
In 1978 werd hij als lid van de Democratische Partij gekozen voor het parlement van Philadelphia. Tussen 1989 en 1991 was hij majority whip in het Amerikaanse Huis van Afgevaardigden.
Als voorzitter van de budgetcommissie introduceerde hij H.R. 1460, een wet tegen apartheid die verbood dat er leningen en nieuwe investeringen werden gedaan in Zuid-Afrika en sancties oplegde tegen handel met Zuid-Afrika. Deze wet was de voorloper van de Comprehensive Anti-Apartheid Act (H.R. 4868) uit 1986. In 1994 was hij bijzonder adviseur voor VS-president Bill Clinton in de onregelmatigheden in Haïti van dat moment die ertoe leidden dat Jean-Bertrand Aristide met hulp van de VS opnieuw werd geïnstalleerd als president van zijn land.
Gray trad in 1991 uit de landelijke politiek om tot 2004 de functie te aanvaarden van voorzitter van het United Negro College Fund. Verder was hij ook in het zakenleven actief. Hij was directeur bij Dell vanaf 2000 en verder directeur bij JPMorgan Chase, Prudential Financial, Rockwell International, Visteon Corporation en Pfizer. Sinds ca. 2009 was hij werkzaam als directeur en lobbyist voor Buchanan Ingersoll & Rooney in Washington D.C., een advocaten- en lobbykantoor dat hij mede oprichtte.

## Erkenning
Gray kreeg in 1994 van het Bates College de eretitel Doctor of Humane Letters. In 1997 werd hij door het Franklin and Eleanor Roosevelt Institute onderscheiden met een Four Freedoms Award voor vrijwaring van godsdienst.